# Піуза (печери)
Печери Піуза (ест. Piusa koopad) — підземні печери штучного походження в Естонії, де раніше добували пісок у долині річки Піуза (Піжма). Розташовані в районі села Піуза волості Орава, повіту Пилвамаа.
З 1922 по 1966 роки тут добували пісок, який використовувався на підприємствах по виробництву скла. Після завершення видобувних робіт місце заселили кажанами і на даний час це найбільше місце в Північній Європі, де вони зимують.
З 1999 року територія має статус заповідника.